# 艾尼·阿不都拉

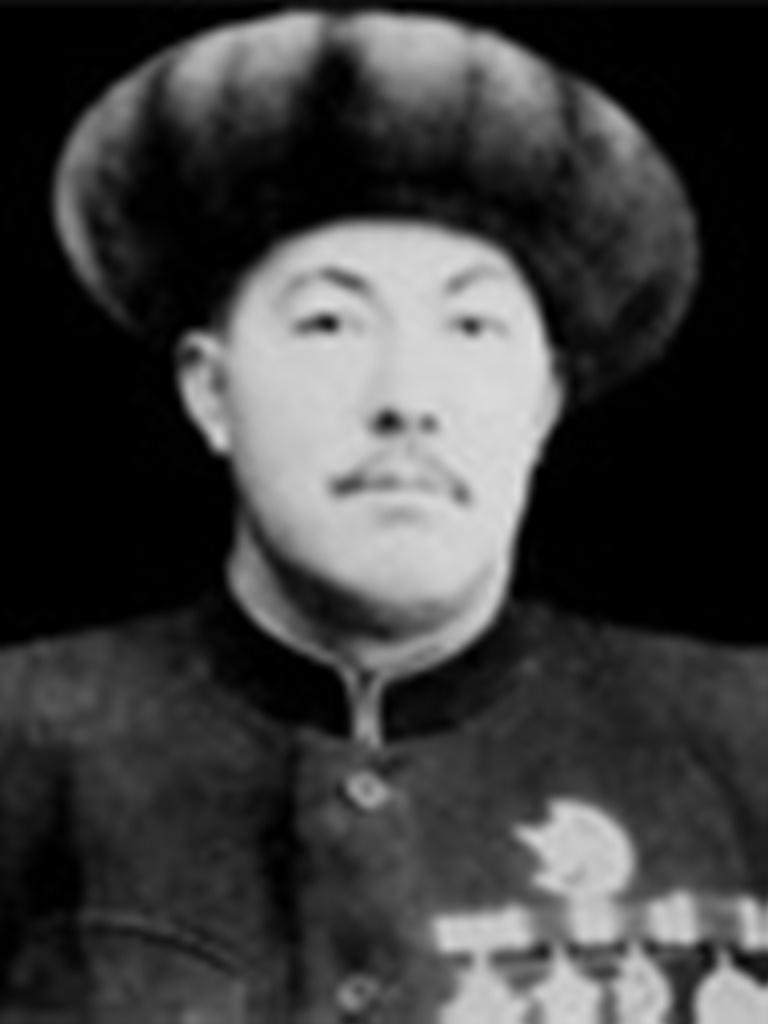
艾尼

艾尼·阿不都拉（1902年—1981年6月29日）人称“艾尼·巴图尔”（Gheni Batur，西里尔字母维吾尔文Ғени Батур，巴图尔意为英雄）维吾尔族，籍贯不详，三区革命人物。

## 生平
据张治中私人秘书陶天白说，艾尼是位大力士，能够隔墙掷牛。艾尼是个盗贼，曾经遭到盛世才逮捕关押。越狱之后，1944年参加了帕提赫·莫斯里莫夫领导的巩哈游击队。1944年8月，苏联侨民帕提赫·莫斯里莫夫组织巩哈游击队，发动“巩哈暴动”。1944年10月，巩哈游击队又攻占巩哈县城。艾尼成为巩哈暴动的发难者之一，在攻打巩哈、伊宁中立下功勋。后来因功获授民族军中将军衔。
1944年11月12日，“伊宁解放组织”宣布成立东突共和国临时政府，艾尼等十六人组成临时政府委员会。
1945年3月6日，临时政府决定组建民族军。艾尼·阿不都拉被任命为军事法院院长。1945年4月8日，民族军在伊宁正式成立。
1946年6月1日，临时政府通过决议，授予艾尼、帕提赫·莫斯里莫夫二人“人民英雄”称号。
1949年12月17日，经中央人民政府政务院第11次例会批准，由各族各界人民代表参加的新疆省人民政府委员会正式成立。包尔汉任主席，高锦纯、赛福鼎·艾则孜任副主席。王震、王恩茂、卡尤木柏克·霍加（维吾尔族，三区）、法铁依·伊凡诺维奇·列斯肯（俄罗斯族，民族军）、阿不都拉·艾尼（维吾尔族，民族军）、安尼瓦尔·贾库林（哈萨克族，三区）、安尼瓦尔·汗巴巴（乌孜别克族，“新盟”）、艾斯海提·伊斯哈科夫（塔塔尔族，“新盟”）、阿不都克日木汗·买合苏木（维吾尔族，七区）、辛兰亭、伊不拉音·吐尔地（维吾尔族，“新盟”）、屈武（国民党新疆省政府起义人员）、帕提汗·苏古尔巴也夫（哈萨克族，三区）、阿不力孜·木合买提（维吾尔族，七区）、阿不都热合满·穆义提（维吾尔族，“新盟”）、禹占林（回族，七区，战斗社）、徐立清、涂治（七区，战斗社）、陶峙岳（国民党新疆部队起义人员）、舒慕同（锡伯族，民族军）、买合苏提阿洪（维吾尔族，七区）、买买提·艾沙（柯尔克孜族，七区）、达夏甫·明珠里约夫（蒙古族，三区）、刘孟纯（国民党新疆省政府起义人员）、邓力群、阿不都海依尔·吐烈（哈萨克族，三区）、韩有文（撒拉族，国民党新疆部队起义人员）共28人为委员。
艾尼家中妻妾30余人，其中包括原宁西县警察局局长颜秉河之妻，他在社会上还有40多个姘妇。中华人民共和国成立后，曾因调戏宾馆女服务员，而被王震司令员训斥。1951年6月22日，《新疆日报》刊登了群众控诉艾尼的文章。艾尼无法在新疆立足，不得不迁居到苏联。
1981年，艾尼逝世。安葬在今哈萨克斯坦阿拉木图。

## 延伸阅读
- Zordun Sabir, Anayurt, Almaty: Nash Mir (2006)
- Ziya Samedi, Gheni the Brave, Ghéni Batur (1902–1981)